# Bacnotan
Bacnotan is een gemeente in de Filipijnse provincie La Union in het noordwesten van het eiland Luzon. Bij de laatste census in 2007 had de gemeente bijna 39 duizend inwoners.

## Geografie

### Bestuurlijke indeling
Bacnotan is onderverdeeld in de volgende 47 barangays:
| - Agtipal - Arosip - Bacqui - Bacsil - Bagutot - Ballogo - Baroro - Bitalag - Bulala - Burayoc - Bussaoit - Cabaroan - Cabarsican - Cabugao - Calautit - Carcarmay | - Casiaman - Galongen - Guinabang - Legleg - Lisqueb - Mabanengbeng 1st - Mabanengbeng 2nd - Maragayap - Nangalisan - Nagatiran - Nagsaraboan - Nagsimbaanan - Narra - Ortega - Paagan - Pandan | - Pang-pang - Poblacion - Quirino - Raois - Salincob - San Martin - Santa Cruz - Santa Rita - Sapilang - Sayoan - Sipulo - Tammocalao - Ubbog - Oya-oy - Zaragosa |

## Demografie
Bacnotan had bij de census van 2007 een inwoneraantal van 38.743 mensen. Dit zijn 3.324 mensen (9,4%) meer dan bij de vorige census van 2000. De gemiddelde jaarlijkse groei komt daarmee uit op 1,24%, hetgeen lager is dan het landelijk jaarlijks gemiddelde over deze periode (2,04%).

De bevolkingsdichtheid van Bacnotan was ten tijde van de laatste census, met 38.743 inwoners op 77 km², 503,2 mensen per km².